# Dwergpuntje
Het dwergpuntje (Punctum pygmaeum) is een slakkensoort uit de familie van de Punctidae. De wetenschappelijke naam van de soort werd in 1801 voor het eerst geldig gepubliceerd door Jacques Draparnaud.

## Kenmerken
Het rechtsgewonden, zeer kleine slakkenhuisje is schijfvormig en meet slechts ongeveer 1,2 tot 1,6 mm breed en 0,6 tot 0,8 mm hoog. Het heeft drie tot vier windingen, matig convex aan de periferie en regelmatig toenemend. De windingen zijn van elkaar gescheiden door een diepe naad. De mond is min of meer rond en staat een beetje schuin ten opzichte van de as van de windingen. De mondrand is dun en breekbaar en niet omgebogen of verdikt. De navel is groot en open, de navelspleet neemt ongeveer een kwart van de totale breedte van het slakkenhuisje in beslag
De schelp is geelbruin tot roodbruin gekleurd. Het oppervlak vertoont met regelmatige tussenpozen zeer dichte, zeer fijne groeistroken. Dit geeft het slakkenhuisje een zijdeachtig, glanzend oppervlak. Het zachte lichaam van het slakje zelf is donkergrijs tot zwartachtig.

## Geografische spreiding en leefgebied
Het verspreidingsgebied van het dwergpuntje strekt zich uit over Europa, van Zuid-Spanje, Sicilië en Kreta tot Noord-Scandinavië, van de Britse Eilanden tot ver in Rusland. Het verspreidingsgebied strekt zich waarschijnlijk zelfs uit tot ver in Noord-Azië. In het Verre Oosten wordt het echter vertegenwoordigd door Punctum ussuriense. In de Alpen klimmen de dieren tot 2500 meter boven zeeniveau. In Bulgarije worden ze nog steeds gevonden op een hoogte van 1500 meter boven zeeniveau.
De dieren leven het liefst in de strooisellaag van loofbossen, in rottend hout, onder de bast van dode en omgevallen bomen, onder stenen en andere droge tot vochtige plaatsen met dichte vegetatie. Ze worden zelden aangetroffen in open leefgebieden. De soort is onverschillig voor gesteente en komt ook voor in en op zure bodems van berkenbossen. Meestal komt deze soort echter veel vaker voor op kalkrijke bodems.